# Castillo Rosenburg (Austria)

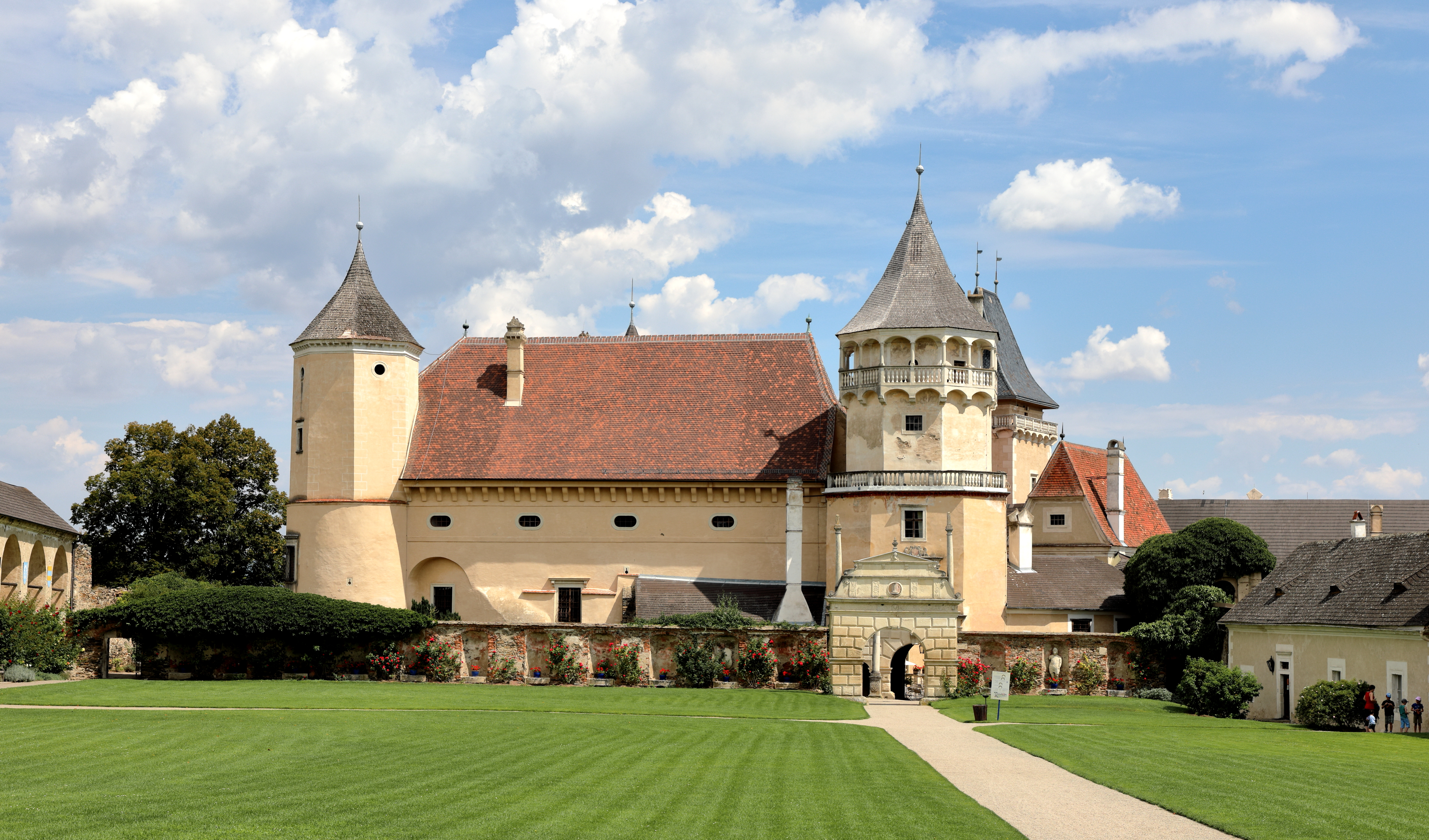
Entrada a los patios centrales del Castillo de Rosenburg, Austria.

El castillo de Rosenburg es uno de los más conocidos castillos en Austria. Es una magnífica edificación renacentista, no lejos de Horn, famoso por las demostraciones de cetrería que se realizan allí todos los días.

## Historia

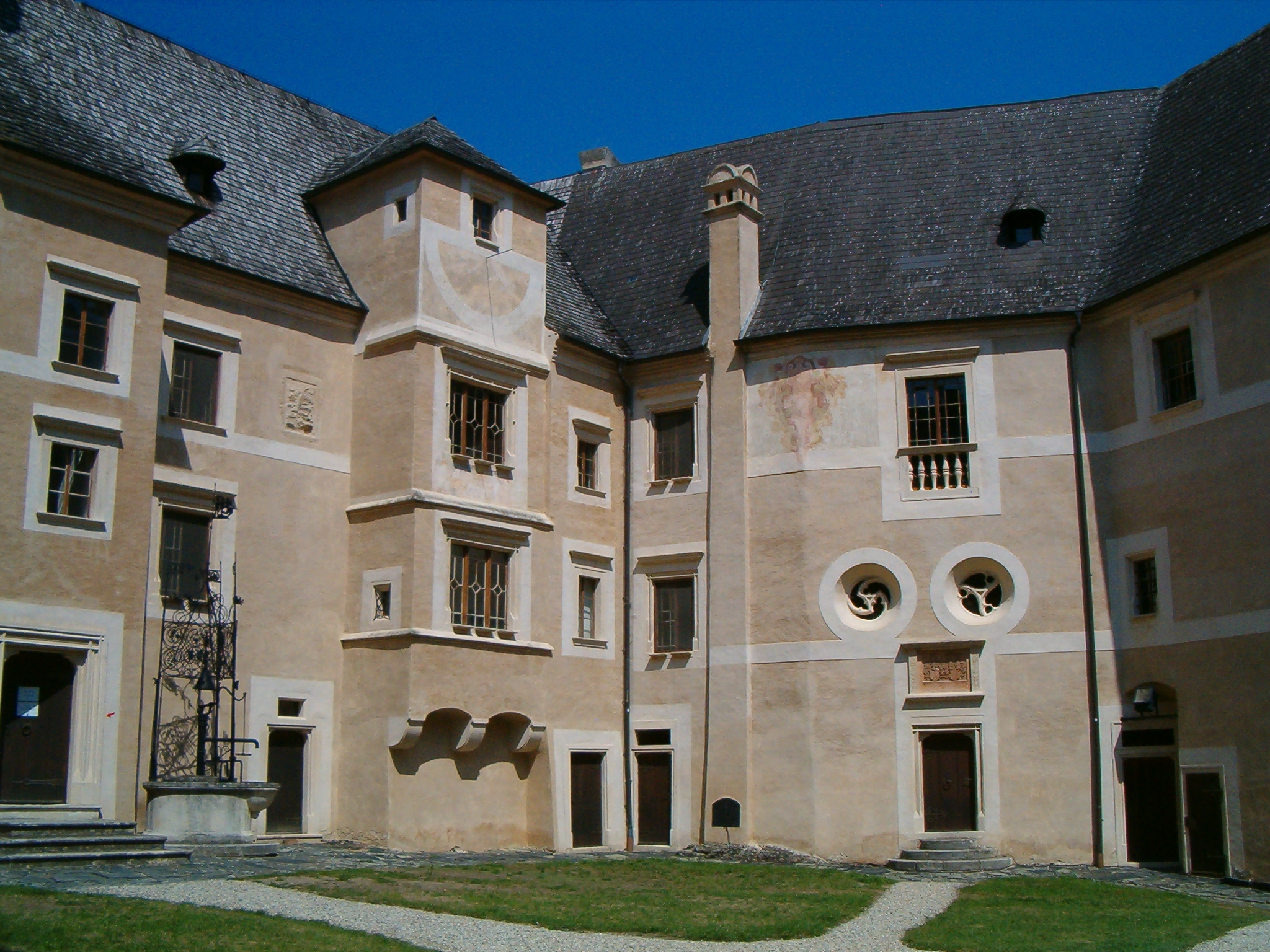
La parte más antigua del Castillo de Rosenburg, Austria.

El castillo fue construido en el siglo XII en el estilo románico. El primer registro en un documento data del año 1175. Del pequeño castillo de Goczwin von Rosenberg hoy día solo sobreviven los cimientos de la torre principal. En el siglo XV el castillo fue ampliado bajo las órdenes de Caspar de Rogendorf a un castillo más grande en el estilo gótico. De este castillo se conservan aún tanto la capilla como los muros externos. Durante el siglo XV el castillo sirvió como refugio para la población local contra los húngaros.
Bajo el protestante Sebastian Grabner entre los años 1593 hasta 1597 una gran parte del castillo gótico fue derribado. En su lugar fue construido lo que hoy es el castillo en el estilo Renacimiento con 13 torres. En adición el castillo recibió en el año 1614 una gran plaza de torneo así como 46 arcadas. Después de recibir un dueño católico con el cardenal von Dietrichstein en el año 1611 hubo un asalto de las tropas de la coalición evangélica de Horn al palacio el 9 de julio de 1620.
Debido a la boda en el año 1681 de Leopold Karl Graf Hoyos (1657-1699) con María Regina Gräfin Sprinzenstein, hija del mariscal del territorio de Baja Austria, el castillo entró en la pertenencia de la familia Hoyos-Sprinzenstein que hasta el día de hoy sigue bajo su pertenencia. Ella llevó la dote de Horn, Rosenburg y Rann con Veste Karnegg y Mold en el matrimonio.
Después de un incendio en el año 1800 Carl der Ältere Hoyos-Sprinzenstein (1830-1903) intentó en el año 1860 con mucho esfuerzo reconstruir el castillo.